# مارتن دي. هاردين
مارتن دي. هاردين هو عسكري ومحامي وسياسي أمريكي، ولد في 21 يونيو 1780 في بنسيلفانيا في الولايات المتحدة، وتوفي في 8 أكتوبر 1823 في فرانكفورت في الولايات المتحدة. نشط حزبياً في الحزب الجمهوري الديمقراطي. وقد انتخب عضو مجلس الشيوخ الأمريكي ‏ عن دائرة Kentucky Class 2 senate seat ‏ وقد انضم خلال فترته النيابية ‏ (3 نوفمبر 1816 – 3 مارس 1817) للكتلة البرلمانية الحزب الفيدرالي الأمريكي وانتخب عضو مجلس الشيوخ الأمريكي ‏.